# Каспар Шлик
Каспар Шлик (на немски: Kaspar I Schlick; * ок. 1396, Хеб, Чехия; † 4 юли 1449, Виена) е граф от „род Шлик“, канцлер на Свещената римска империя (31 май 1433 – 47/48). Той е издигнат на имперски фрайхер на 16 юли 1422 г, на палатин на 1 юни 1433 и на имперски граф на 30 октомври 1437 г. „на Пасаун (Басано дел Грапа, Италия)“ и Вайскирхен („Холич“ в Словакия) на 30 април 1438 г.

## Живот
Той е син на търговеца и съветник Хайнрих I Шлик († 1425) и съпругата му Констанция (* ок. 1365), вероятно фон Колалто, дъщеря на маркграф Роланд от Требицано. Брат е на Хайнрих II Шлик († ок. 1448) е княжески епископ на Фрайзинг (1443 – 1448), и Матеус Шлик († ок. 1448), граф на Шлик-Пасаун и Вайскирхен, бургграф на Локет и Хеб в Бохемия.
Каспар посещава университета в Лайпциг и след това започа служба при бохемския крал Сигизмунд Люксембургски. От декември 1414 до края на юли 1415 г. той участва в концила в Констанц. От 1415 до 1417 г. придружава краля в пътуванията му в Испания, Франция и Англия.
През 1416 г. Каспар става писец, 1426 г. кралски секретар, 1427 г. прото-нотар, 1429 г. кралски вице-канцлер и 1433 г. имперски канцлер на император Сигизмунд Люксембургски. След императорското короноване Каспер и брат му Матеус Шлик получават на 31 май 1433 г. на моста на Тибър в Рим званието рицар. През 1435 г. Каспар Шлик заедно с брат му Матеус получават от император Сигизмунд Люксембургски за подарък имението и господството Фалкенау.
Като влиятелен политик на императора Каспар участва в множество негови походи, преговаря от негово име с кралете на Прусия, Полша и Литва и ръководи преговорите с хуситите. Той придружава Сигизмунд Люксембургски при концила в Базел и преговаря с папата. Каспер остава в службата си при новия император Албрехт II и го поддържа в политката в Бохемия. Шлик става през 1442 г. кралски съветник на Фридрих III и през 1443 г. отново канцлер.
Каспар се застъпва за по-малкия си брат Хайнрих за избора му за епископ на Фрайзинг, въпреки че тамошният катедрален капител избира друг кандидат. През 1449 г. той се оттегля от службата си, но участва през 1447 г. в преговорите в Милано от името на новия крал Владислав Постум. Каспер се интересува също за изкуство и науките.
Пише се, че Каспар Шлик и братята му са фалшифицирали множество документи.

## Фамилия
Каспар Шлик се жени 1437 г. за Агнес/Агниезка фон Олешница/Оелс († септември 1448), дъщеря на херцог Конрад V фон Оелс († 1439) и Маргарета († 1449/50). Те имат децата:
- Зигмунд
- Венцел
- Матиас
- Констанция (* сл. 1437; † 1490)